# Маршенкулова, Залина Хамидовна
Зали́на Хами́довна Маршенку́лова (род. 5 июня 1986, Баксан, Кабардино-Балкарская АССР) — российская либеральная феминистка, журналистка и медиаменеджер, создательница сайта BreakingMad и автор Telegram-канала «Женская власть».

## Биография
Родилась в городе Баксан Кабардино-Балкарской АССР. В трехлетнем возрасте вместе с родителями переехала в Губкинский Ямало-Ненецкого автономного округа, где затем в 2003 году окончила школу с отличием. В 2009 году окончила факультет журналистики МГУ им. М. В. Ломоносова, где училась на кафедре периодической печати. За диплом в защиту современного искусства получила премию Петра Кончаловского.
В 2013 году Маршенкулова основала сайт Breaking Mad, на котором публикуются абсурдные новости — реальные, но при этом драматичные и безумные. Первый год она вела его сама, позднее новости стали выпускать другие люди, а она стала главным редактором.
Также является основательницей Telegram-канала «Женская власть», в котором публикуются новости на тему феминизма, ссылки на статьи и скрины из Twitter и комментариями Маршенкуловой о них. По мнению Игнатислава Клиссанича из журнала «Журналист», канал является аналогом американского подкаста Feminist Frequency Аниты Саркисян. По состоянию на 2019 год у него 28,5 тысяч подписчиков.
В июле 2017 года она вместе с Егором Мостовщиковым и Антоном Ярошем, основателями издания «Батенька, да вы трансформер», создали контентную студию «Мамихлапинатана», Маршенкулова стала её исполнительным директором.
В марте 2018 года аккаунт Маршенкуловой в Telegram, а также некоторые другие ресурсы студии «Мамихлапинатана» были угнаны хакерами.
В феврале 2019 году Маршенкулова приняла участие в рекламной кампании Reebok #нивкакиерамки (адаптация международной кампании #BeMoreHuman), там была размещена её фотография с лозунгом «Пересядь с иглы мужского одобрения на мужское лицо». Подрядчиком рекламной кампании выступила студия «Мамихлапинатана», в которой Маршенкулова была исполнительным директором. Рекламная кампания вызвала скандал, в результате Reebok отказались от этой фразы, а эта и некоторые другие фотографии были удалены из аккаунта Instagram компании.
Также в феврале 2019 года Маршенкулова выпустила в издательстве АСТ книгу «Женская власть», в которой рассказывает о гендерных мифах и дискриминации.
В феврале 2020 года Маршенкулова выступила в поддержку девушек, которые снялись в порноклипе в рамках проекта «Na chui» Тилля Линдеманна и были подвергнуты травле со стороны пользователей имиджборда Двач. Она написала в Telegram, что «Двач» не в первый раз публикует личные контакты девушек с призывом «давайте травить шкур», после чего травля переключилась на неё, она стала получать угрозы и попросила о государственной защите.
В конце 2020 года студия «Мамихлапинатана» обанкротилась, при этом сайт Маршенкуловой Breaking Mad продолжил существовать отдельно.
В 2022 году уехала из России.
В 2024 году МВД России объявило Маршенкулову в розыск, заочно предъявив обвинения в оправдании терроризма из-за её постов в Telegram, посвященных убийству Владлена Татарского. Сама Маршенкулова отвергла обвинения, назвав их абсурдными, а также отметив, что её комментарии были лишь поводом для российских властей начать уголовного преследования после её критических публикаций, посвященных вторжению России на Украину.
6 сентября 2024 года Министерство юстиции России внес её в список физических лиц — «иностранных агентов».

## Взгляды
По мнению издания Deutsche Welle, Маршенкулова «проповедует отказ от традиционной роли женщины, навязанной, по её мнению, патриархальным российским обществом».
The New York Times пишет, что Маршенкулова поддерживает протесты в поддержку Алексея Навального 2021 года, и передаёт её слова «сумасшествие и беззаконие достигли колоссальных масштабов».
Eurasianet пишет, что, по мнению Маршенкуловой, «одна из главных причин, почему классический феминизм в России не приживается — общая проблема с правами человека в стране», но «в последнее время заметны позитивные изменения» в области женского равноправия.
Радио «Свобода» передаёт слова Маршенкуловой о том, что осуждение голливудского продюсера Харви Вайнштейн за сексуальные преступления может повлиять на отношение к сексуальному насилию в отношении женщин в России, но что она сомневается в возможности подобных судебных процессов в России.

## Личная жизнь
Залина Маршенкулова находится в полиаморных отношениях, растит сына.

## Оценки деятельности
В 2015 году The Guardian включил Маршенкулову в список 30 наиболее влиятельных москвичей до 30 лет.
Дарья Серенко включила Маршенкулову в список наиболее известных либеральных феминисток России.
С 4 по 18 октября 2021 года в Варшаве прошла уличная выставка «Лидерки перемен», посвящённая выдающимся российским женщинам. Одной из героинь выставки стала Залина Маршенкулова.

## Фильмография
| Год  |     | Название                        | Роль        |
| ---- | --- | ------------------------------- | ----------- |
| 2021 | док | Фем.doc. Репродуктивное насилие | играет себя |